# Louis XIV (groupe)
Pour les articles homonymes, voir Louis XIV (homonymie).
Louis XIV est un groupe de rock alternatif américain, originaire de San Diego, en Californie. Il s'est formé en avril 2003 après la séparation du groupe Convoy. Ils sortent la même année un premier album Louis XIV. Leur deuxième album The Best Little Secrets Are Kept parait en mars 2005, et comporte deux pistes présentes sur le premier, Louis XIV et God Killed The Queen. Un maxi baptisé Illegal Tender sort en janvier de la même année. Leur premier single s'intitule Finding Out True Love Is Blind et est disponible sur l'album et le maxi. Un second maxi sort en juillet 2005, intitulé God Killed the Queen et un troisième, Finding Out True Love Is Blind, en octobre 2005. Leur musique est brute, sorte de rock primitif aux paroles très évocatrices et à double sens.

## Biographie
Le chanteur et guitariste Jason Hill, le guitariste et segond chanteur Brian Karscig, et le batteur Mark Maigaard forment le groupe en avril 2003, pendant leur séjour à Paris, en France. Le bassiste James Armbrust les rejoint peu après. Louis XIV, leur premier album, est enregistré au printemps 2003 dans le quartier espagnol de Paris à l'aide d'un enregistreur cassette. Il est publié en novembre 2003 chez Pineapple Recording Group, un label lancé par Hill et Karscig. L'album se popularise au Royaume-Uni en 2004, après une performance du groupe à la télévision avec Jonathan Ross.
Le groupe joue en 2005 au festival T in the Park. Le label indépendant Stolen Transmission publie un CD trois titres qui comprend les chansons Hey Teacher et God Killed the Queen. Le groupe autoproduit un EP intitulé Illegal Tender en janvier 2005, suivi d'un deuxième album, The Best Little Secrets Are Kept, produit par Hill. En 2005, le NME cite le groupe et Rolling Stone et MTV le listent dans leurs top 10. En septembre 2007, le violoniste Ray Suen se joint à Louis XIV en tournée.
Louis XIV tourne avec The Killers entre février et avril 2009. Leur troisième album, Slick Dogs and Ponies, le 19 janvier 2008, est mal accueilli par la presse. Le 30 juin 2009, Brandon Flowers, chanteur des Killers, annonce la séparation de Louis XIV. Ils se réunissent en 2012 pour la tournée Return of the King en soutien aux Killers ; Jason Hill confirme officiellement la réunion du groupe en mars 2013.

## Membres
- Jason Hill - chant, basse, guitare
- Brian Karscig - chant, basse, guitare, clavier
- James Armbrust - basse
- M. Anders Maigaard - batterie

## Discographie

### Albums studio
- 2003 : Louis XIV
- 2005 : The Best Little Secrets are Kept
- 2008 : Slick Dogs And Ponies

### EP
- 2005 : Illegal Tender